# Xylocopa ruficeps
Xylocopa ruficeps là một loài Hymenoptera trong họ Apidae. Loài này được Friese mô tả khoa học năm 1910.